# Liste der Ehrenbürger von Karlstadt
Die Stadt Karlstadt, die Kreisstadt des unterfränkischen Landkreises Main-Spessart, hat folgenden Personen das Ehrenbürgerrecht verliehen:
- Altbürgermeister Karl-Heinz Keller
- Wehrbeauftragter a. D. Alfred Biehle († 29. Oktober 2014)
- Walter Zeißner († 24. Februar 2016)
- Eberhard Schleicher († 21. April 2007)
- Altbürgermeister Werner Hofmann († 18. Januar 2003)
- Altbürgermeister Hermann Schaub († 26. November 1999)
- Stadtpfarrer Paul Steinert († 19. August 1997)
- Hermann Niggemann († 2. April 1998)
- Anna Herold († 13. Januar 1979)
- Maria Probst († 1. Mai 1967)
- Else Düker († 2. Mai 1976)
- Bezirksamtmann Leonhard Kalb († ca. 5. Dezember 1880)
- Ferdinand Bauer († 30. Dezember 1893)
- Bezirksamtmann Josef Hoernes († 7. September 1901)
- Bergwerksdirektor Ludwig Roth († 4. Januar 1911)
- Kommerzienrat Paul Steinbrück († 15. November 1930)
- Altbürgermeister Josef Fehmel († 20. August 1948)
- Altbürgermeister Bernhard Schmitt († 17. Juli 1939)
- Carl Schwenk († 23. April 1978)
- Bischof Josef Stangl († 8. April 1979)
- Otto Hellmuth (Gauleiter), aberkannt am 1. Juli 1958 aufgrund unehrenhaften Verhaltens im Dritten Reich.